# Hara filamentosa
Hara filamentosa är en fiskart som beskrevs av Blyth, 1860. Hara filamentosa ingår i släktet Hara och familjen Erethistidae. Inga underarter finns listade i Catalogue of Life.